# Bernadotte

Wapen van het Huis Bernadotte; links het wapen van het Huis Wasa met op de achtergrond de Franse Tricolore, rechts het wapen van Bernadotte als prinsen van Pontecorvo

Bernadotte is een van oorsprong Frans geslacht dat sinds 1818 over Zweden regeert en van 1818 tot 1905 tevens over Noorwegen heerste in personele unie.
Het van oorsprong burgerlijke geslacht gaat terug op het geslacht Béarn, waarvan de oudste bekende telg (17e eeuw) een buitenverblijf genaamd Bernadotte bezat in de Zuidwest-Franse stad Pau (toen in het koninkrijk Navarra). 
Jean-Baptiste Bernadotte, maarschalk van Napoleon Bonaparte en sinds 1806 prins en hertog van Pontecorvo, werd door de Zweedse Rijksdag in 1810 als opvolger van de kinderloze koning Karel XIII, de laatste uit het huis Holstein-Gottorp, tot kroonprins verkozen en besteeg in 1818 als Karel XIV Johan de troon van Zweden en als Karel III Johan die van Noorwegen. 

Hij was getrouwd met Désirée Clary, de vroegere verloofde van Napoleon Bonaparte. Zij traden op 17 augustus 1798 te Sceaux in het huwelijk.
Zijn nageslacht bleef over beide landen regeren tot Noorwegen zich in 1905 afscheidde en de Deense prins Karel als Haakon VII tot koning uitriep. Haakon was overigens een kleinzoon van koning Karel XV van Zweden. In Zweden regeert het geslacht tot op de dag van vandaag. De huidige koning is Karel XVI Gustaaf. Ook de Deense, Belgische en Luxemburgse monarchen hebben voorouders uit het huis Bernadotte.
Koning Gustaaf VI Adolf was de eerste Bernadotte die ook afstamde van de vorige Zweedse dynastie, het huis Holstein-Gottorp; zijn moeder, koningin Victoria, was een achterkleindochter van de afgezette koning Gustaaf IV Adolf.

## Koningen uit het huis Bernadotte
Sinds Gustaaf I Wasa voerden de Zweedse koningen de titel "Koning der Zweden, Goten en Wenden". Karel XVI Gustaaf verkoos echter de titel "Koning van Zweden".

### Koningen van Zwedenen Noorwegen
1. 1818-1844 – Karel XIV Johan (als Karel III Johan van Noorwegen)
2. 1844-1859 – Oscar I (ook Oscar I van Noorwegen; zoon)
3. 1859-1872 – Karel XV (als Karel IV van Noorwegen; zoon)
4. 1872-1907 – Oscar II (ook Oscar II van Noorwegen tot 1905; broer)
5. 1907-1950 – Gustaaf V (zoon)
6. 1950-1973 – Gustaaf VI Adolf (zoon)
7. 1973-heden – Karel XVI Gustaaf (kleinzoon)

## Bernadotte af Wisborg
Zweedse prinsen en prinsessen die zonder toestemming van de koning huwen, verliezen hun plaats in de troonopvolging en krijgen de achternaam Bernadotte. In de Luxemburgse adel zijn enkele van hen tot graaf Bernadotte af Wisborg (af = van) verheven. Deze titel is erfelijk voor agnatische afstammelingen.
Oscar Bernadotte (1859-1953), door Adolf van Luxemburg in 1892 tot graaf Bernadotte af Wisborg verheven
Folke Bernadotte (1895-1948), zoon van Oscar
Sigvard Bernadotte (1907-2002)
Carl Johan Bernadotte (1916-2012)
Lennart Bernadotte (1909-2004)
België (België) · Bernadotte (Zweden) · Bourbon (Spanje) · Grimaldi (Monaco) · Liechtenstein (Liechtenstein) · Nassau-Weilburg (Luxemburg) · Oranje-Nassau (Nederland) · Sleeswijk-Holstein-Sonderburg-Glücksburg (Denemarken/Noorwegen) · Windsor (Verenigd Koninkrijk)

Na 1918 onttroond:
Hohenzollern-Sigmaringen (Roemenië) · Karađorđević (Joegoslavië) · Saksen-Coburg en Gotha (Bulgarije) · Savoye (Italië/Savoye/Albanië/Kroatië) · Sleeswijk-Holstein-Sonderburg-Glücksburg (Griekenland) · Zogoe (Albanië)